# Sermermiut
Sermermiut è un'antica località della Groenlandia di cui sono rimaste solo rovine. Fa parte del comune di Avannaata e può essere raggiunto da un sentiero poco impegnativo da Ilulissat segnato da tumuli di pietre.